# ツァルカ貯水池
ツァルカ貯水池（ツァルカちょすいち、グルジア語: წალკის წყალსაცავი、グルジア語ラテン翻字: Tsalkis Tsqalsatsavi）は、ジョージアのクヴェモ・カルトリ州ツァルカ地区にある、ジョージア最大の貯水池。フラミ川上流の峡谷にあり、水面の標高は1,506メートルである。面積は33.7平方キロメートル、集水域面積は1,060平方キロメートル。貯水量は312立方メートルで、最大水深は25メートル、平均水深は9.3メートルである。東西方向に長く伸びており、ほとんどの水岸が浅く水量の調整が容易となっている。ただし南東の水岸のみ急峻で深くなっている。地下水や雨水、雪解け水によって水が蓄えられており、フラミ川その他の小河川に水を供給している。
ツァルカ貯水池は1946年、エネルギー確保を目的に、狭く深い峡谷にコンクリートダムとして建造された。季節により水位は変動し、2月から3月が最も低くなる。水の蓄積は4月頃から開始し、7月まで続く。その後は水が消費されていく。発電所がフル稼働する11月以降は、水位は激減する。水位の年間平均変動幅は891センチメートルである。ツァルカ貯水池には、クツィア川＝フラミ川が通過する。
ツァルカ貯水池の水温は2月が最も冷たく摂氏0.2度、8月が最も暖かく摂氏18.7度となる。12月から3月下旬までは氷帽や棚氷に覆われる。氷結期間は年間平均82日であり、氷の厚さは2月に最大の80センチメートルにまで達する。ツァルカ貯水池には、フラミIとフラミIIの、2カ所の水力発電所がある。水岸沿いにツァルカの町が建っており、魚の工芸品が特産となっている。近隣の村とは道路が直通している。数キロメートルの範囲には、ハディキ湖やサンディ湖が位置している。